# Hyūga (Schiff, 1918)
Die Hyūga (jap. 日向) war ein Schlachtschiff und späterer Hybridflugzeugträger der Kaiserlich Japanischen Marine und gehörte zur Ise-Klasse. Der Schiffsname ist der ehemaligen Provinz Hyūga gewidmet, einem Gebiet auf dem Boden der heutigen Präfektur Miyazaki.

## Geschichte

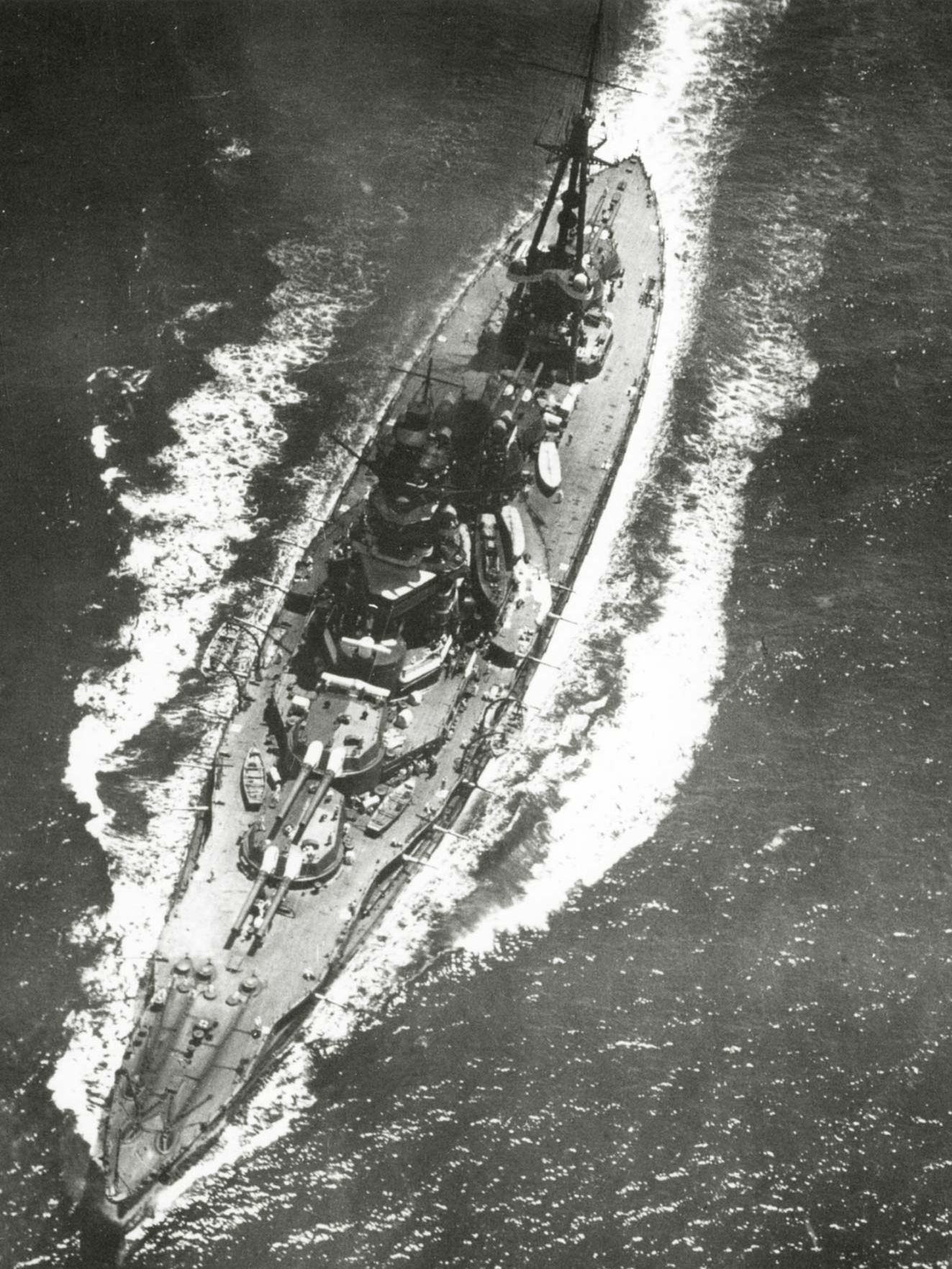
Hyuga 1927.

Nach ihrer Indienststellung im Jahr 1918 wurde die Hyūga der 1. Flotte zugeteilt. Sie führte in den folgenden Jahren mehrere Patrouillenfahrten durch und war als Transporter für Lebensmittel und medizinische Hilfsgüter im September 1923 nach dem großen Kantō-Erdbeben eingesetzt. Sie erhielt in der Folgezeit mehrere kleinere Modifikationen, wie Katapulte für Wasserflugzeuge, eine geschwungene Rauchabzugshaube für den Schornstein, und der maximal mögliche Erhöhungswinkel der Hauptartillerie wurde 1921 von 20° auf 30° gesteigert. Im Zuge der Spannungen mit China wurde sie mehrfach vor der chinesischen Küste eingesetzt. Zwischen 1935 und 1937 wurde sie erstmals umfassend modernisiert.

### Einsatz im Pazifikkrieg
Die Hyūga bildete in der frühen Phase des Krieges – gemeinsam mit ihrem Schwesterschiff Ise – einen wichtigen Teil der Reserve der Marine. Sie wurde dazu nahe der Heimatinseln in Bereitschaft gehalten. Nach dem Doolittle Raid am 18. April 1942 wurde sie zunächst eingesetzt, um die Flugzeugträgerflotte der Amerikaner aufzuspüren, von der der Angriff gestartet worden war, sie kehrte jedoch nach einer erfolglosen Suche bereits vier Tage später zurück.
Am 5. Mai 1942 nahm sie mit anderen Schlachtschiffen an einer Schießübung teil. Nachdem die Hauptgeschütze mit Granaten und Treibladungen bestückt waren, ereignete sich in Turm „E“ ein schwerer Unfall. Im Rohr des linken der beiden 35,6-cm-L/45-Geschütze kam es zu einem Versagen des Verschlusses, so dass er beim Zünden der Treibladung ins Turminnere abgesprengt wurde. Die abbrennenden Treibladungen setzten nun im Turm weitere Ladungen in Brand, so dass das Turminnere und die darunter liegenden Bereiche eingeäschert wurden. Schnelles Fluten der Munitionskammern der beiden achteren Türme rettete das Schiff jedoch vor der Zerstörung. 51 Seeleute kamen ums Leben.
Der entstandene Schaden am Turm wurde nie behoben und Turm „E“ beim anschließenden Werftaufenthalt ganz entfernt. Der Schacht zu den Munitionskammern wurde mit einer Panzerplatte verschlossen, auf die vier Drillinge vom Typ 96 (25-mm-L/60-Flugabwehrmaschinenkanonen) aufgesetzt wurden.
Bereits im Juli 1942 wurde die Hyūga nach den schweren Verlusten der japanischen Flugzeugträger in der Schlacht um Midway zum Umbau zum Hybridflugzeugträger vorgesehen. Am 1. Mai 1943 begannen die Arbeiten in der Werft bei Sasebo. Die Arbeiten waren Anfang Oktober 1943 abgeschlossen.
(Für die technischen Details des Umbaus siehe den Hauptartikel → Ise-Klasse)

#### Schlacht vor Cape Engano

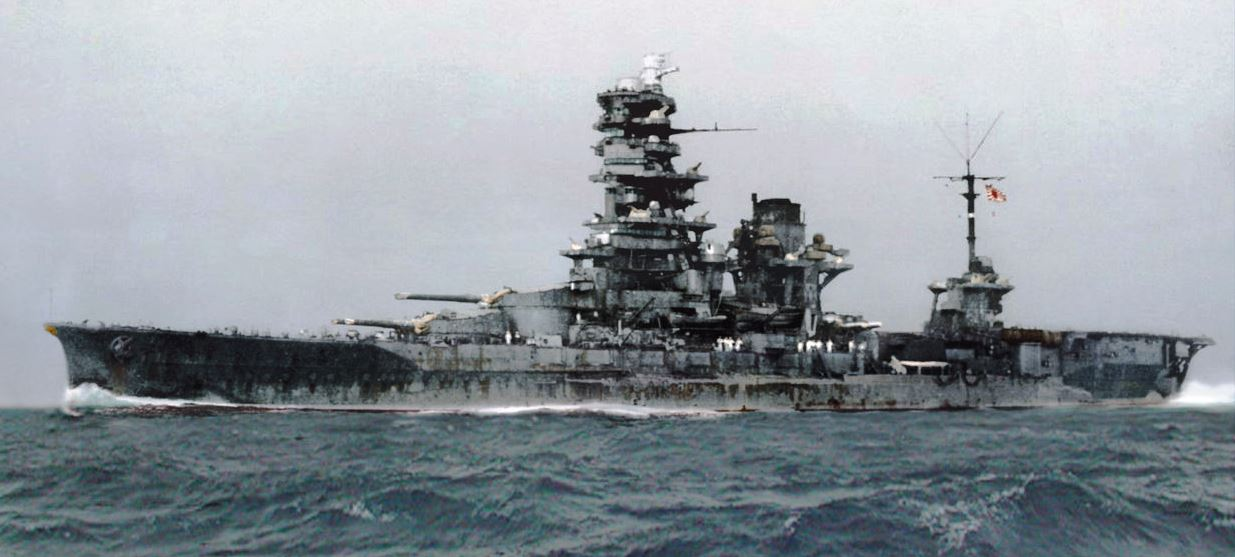
Hyuga 1943 als Hybridflugzeugträger.

Die Hyūga wurde in der einzigen großen Schlacht, an der sie teilnahm, der See- und Luftschlacht im Golf von Leyte im Oktober 1944 in Admiral Ozawas Köderflotte vor Cape Engaño, eingesetzt. Wie ihr Schwesterschiff Ise trug sie allerdings keine Flugzeuge in dieser Schlacht. Ihr Typ-13-Radar zur Suche nach Luftzielen entdeckte am Morgen des 25. Oktober die ersten amerikanischen Flugzeuge in einer Entfernung von 105 Seemeilen.
Die Hyūga war der Gruppe 6 der beiden Flugzeugträger Chiyoda und Chitose zugewiesen, die rund acht Kilometer hinter der Gruppe 5 um die Träger Zuikaku und Zuihō lief. Die Hyūga und ein Zerstörer sicherten die in Kiellinie laufenden Träger an Backbord, während der Leichte Kreuzer Tama und ein weiterer Zerstörer die Steuerbordseite abdeckten.
Die Gruppe wurde zum Ziel zahlreicher Angriffe durch Sturzkampfbomber der Task Force 38, welche die Chiyoda schwer beschädigten und die Chitose versenkten. Die Hyūga selbst erlitt durch Nahtreffer Schäden, die zu Wassereinbrüchen führten. Die eingetretene Schlagseite von 5° konnte aber durch Gegenfluten ausgeglichen werden. Ein Befehl, die brennende Chiyoda abzuschleppen, erwies sich wegen der andauernden Luftangriffe als undurchführbar. Zwei Stunden deckte die Hyūga den schwer angeschlagenen Träger, während die Schiffssicherung der Chiyoda die Wassereinbrüche stoppte und die Feuer zu löschen begann.
Gegen Mittag erhielt die Hyūga jedoch den Befehl zum Rückzug, nachdem ihr Flottenteil vier Stunden lang den Auftrag, als Köder für die amerikanischen Flugzeugträger zu fungieren, unter schweren Verlusten erfüllt hatte. Die Chiyoda wurde mit Zerstörern als Sicherung zurückgelassen, ging aber schließlich mit ihrer gesamten Besatzung nach einem Angriff amerikanischer Kreuzer unter.
Auf dem Rückmarsch nach Japan überstand die Hyūga zwei Torpedoangriffe von amerikanischen U-Booten unbeschädigt und kehrte am Mittag des 27. Oktobers in einen japanischen Hafen zurück.
Bereits am 7. November 1944 wurden bei einem Werftaufenthalt ihre Katapulte entfernt, um das Schussfeld der Türme „C“ und „D“ zu vergrößern. Anschließend wurde sie zu den Philippinen geschickt, um Munition und Truppenverstärkungen für die Verteidiger abzuliefern. Im Januar 1945 erfolgte ihre Verlegung nach Lingga. Bei der Evakuierung der Region wurde sie mit Treibstoff, Rohgummi und Zinn beladen. Auch technisches Personal von den Ölfeldern wurde von der Hyūga an Bord genommen. Der Rückmarsch der Flotte nach Japan war erfolgreich, obwohl rund 23 alliierte U-Boote auf dem Weg Angriffsversuche unternahmen.

### Zerstörung in Kure

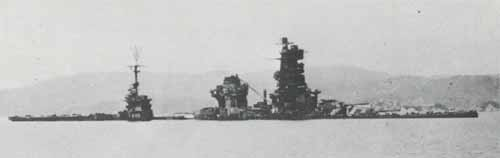
Das Wrack der Hyūga

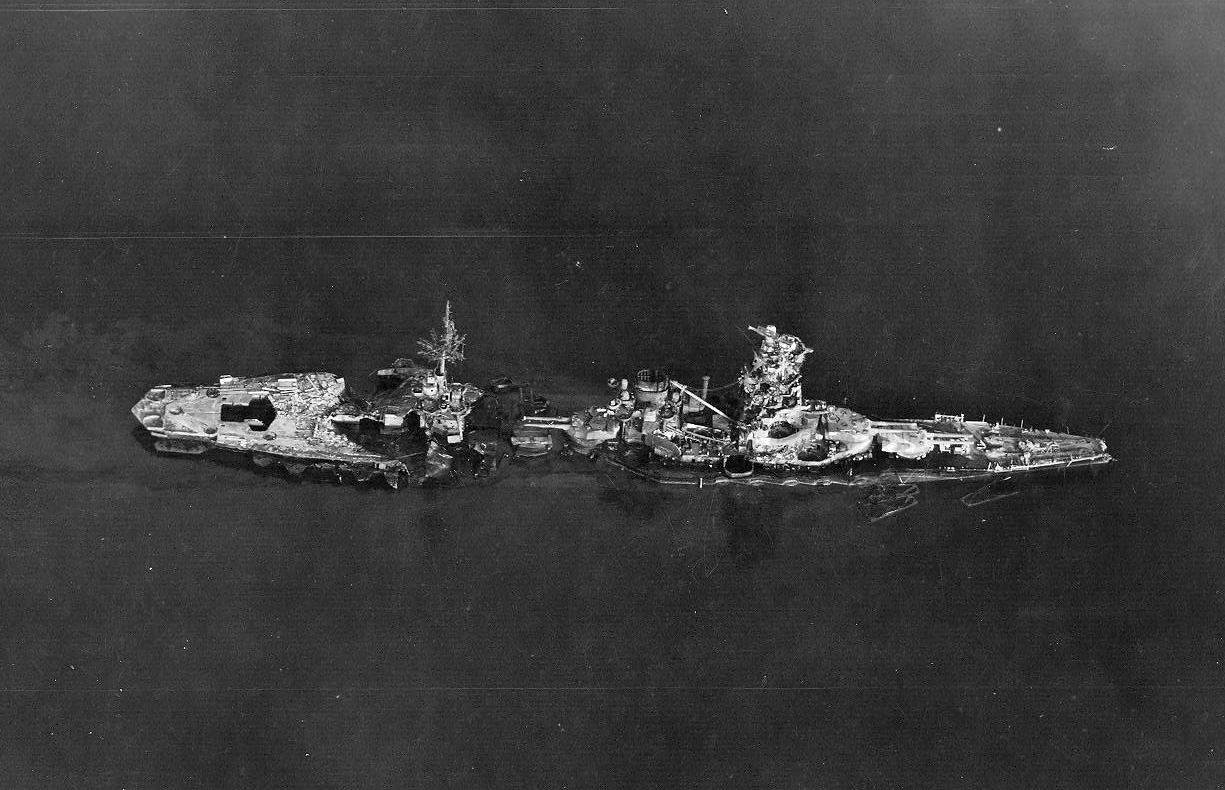
Das Wrack der Hyūga. Der offene Schacht zum Flugzeughangar und schwere Zerstörungen sind gut zu erkennen.

Da kein Treibstoff verfügbar war und auch kein sinnvoller Einsatzzweck für die Hyūga mehr bestand, wurde sie rund 15 Seemeilen von Kure entfernt nahe einer Insel verankert und mit einem Tarnanstrich versehen, um unter dem Kommando von Konteradmiral Kusagawa Kiyoshi, den man aus dem Ruhestand geholt hatte, als schwimmende Flugabwehrplattform zu fungieren.
Die Treibstoffknappheit zwang die Marine sogar dazu, mobile, mit Kohle befeuerte Dampfkessel auf dem Wetterdeck aufzustellen, um mit deren Dampf die Heizung und andere Schiffssysteme zu betreiben. Schweröl war nur für einen Generator im Maschinenraum vorhanden, um die Servomotoren der schweren Flugabwehrgeschütze mit Strom zu versorgen.
Der erste Großangriff von amerikanischen Trägerflugzeugen auf die japanischen Schiffe bei Kure erfolgte am 19. März 1945. Die Hyūga erhielt einen Treffer durch eine 227-kg-Bombe mittschiffs, der 40 Besatzungsmitglieder tötete und eine 127-mm-Flugabwehrkanone zerstörte. Die Aufbauten des Schiffs erlitten zudem bei mehreren Nahtreffern Splitterschäden.
Am 24. Juli erfolgte ein weiterer Angriff. Mehrere SBC-Helldiver-Sturzkampfbomber erzielten mit acht Fliegerbomben von 227 kg, 454 kg und 907 kg Treffer auf dem Schiff. Drei 227-kg-Bomben trafen dabei den Brückenaufbau und lösten neben schweren Zerstörungen ein Feuer aus. Konteradmiral Kiyoshi und die Führungsoffiziere wurden getötet. Drei schwere Bomben zerstörten das Flugdeck am Heck. Zwei davon drangen tief in das Schiff ein und rissen bei ihrer Explosion Teile der Bordwand unterhalb der Wasserlinie auf, so dass es zu Flutungen im Achterschiff kam und das Schiff tiefer im Wasser lag. In Kombination mit Schäden, die andere Bomben mittschiffs unmittelbar über der Wasserlinie angerichtet hatten, war die Wirkung fatal – die Hyūga lief voll und sackte auf den seichten Grund.
Mittlerweile unter dem Kommando eines Leutnants blieb die Mannschaft aber auf dem Schiff. Am 28. Juli erfolgten weitere Angriffe, bei denen zwei weitere Bomben das Wrack trafen. Die Seeleute blieben bis zum 1. August an Bord, bevor sie, von Hunger getrieben, die Hyūga verließen. Etwa 200 Besatzungsmitglieder waren bei den Luftangriffen getötet und rund 600 weitere verwundet worden.

### Wrack
Die Hyūga sank in seichtem Wasser bei den Koordinaten 34° 10′ N, 132° 33′ O. Sie wurde nach dem Krieg 1947 abgewrackt.

## Liste der Kommandanten
| Nr. | Name                                           | Beginn der Amtszeit | Ende der Amtszeit  | Bemerkungen                                                      |
| --- | ---------------------------------------------- | ------------------- | ------------------ | ---------------------------------------------------------------- |
| -   | Kapitän zur See Shimodaira Eitaro              | 1. November 1917    | 1. Dezember 1917   | mit der Baubelehrung betraut                                     |
| 1.  | Kapitän zur See Nakagawa Shigeushi             | 30. April 1918      | 10. November 1918  | seit 1. Dezember 1917 mit der Baubelehrung betraut               |
| 2.  | Kapitän zur See Mimura Kinzaburo               | 10. Dezember 1918   | 20. November 1919  |                                                                  |
| 3.  | Kapitän zur See Katsuki Genjiro                | 20. November 1919   | 20. November 1920  |                                                                  |
| 4.  | Kapitän zur See Ishikawa Hidesaburo            | 20. November 1920   | 20. November 1921  |                                                                  |
| 5.  | Kapitän zur See Ide Genji                      | 20. November 1921   | 20. November 1922  |                                                                  |
| 6.  | Kapitän zur See Miyamura Rekizo                | 20. November 1922   | 1. Dezember 1923   |                                                                  |
| 7.  | Kapitän zur See Shima Yukichi                  | 1. Dezember 1923    | 1. Dezember 1924   |                                                                  |
| 8.  | Kapitän zur See Imamura Shinjiro               | 1. Dezember 1924    | 20. Oktober 1925   |                                                                  |
| 9.  | Kapitän zur See Takasaki Chikateru             | 20. Oktober 1925    | 1. Dezember 1926   |                                                                  |
| 10. | Kapitän zur See Onomoto Satoru                 | 1. Dezember 1926    | 1. Dezember 1927   |                                                                  |
| 11. | Kapitän zur See Suzuki Giichi                  | 1. Dezember 1927    | 10. Dezember 1928  |                                                                  |
| 12. | Kapitän zur See Ono Hiroshi                    | 10. Dezember 1928   | 30. November 1929  |                                                                  |
| 13. | Kapitän zur See Ban Jiro                       | 30. November 1929   | 1. Dezember 1930   |                                                                  |
| 14. | Kapitän zur See Toyoda Soemu                   | 1. Dezember 1930    | 1. Dezember 1931   |                                                                  |
| 15. | Kapitän zur See Hibino Masaharu                | 1. Dezember 1931    | 1. Dezember 1932   |                                                                  |
| 16. | Kapitän zur See Machida Shinichiro             | 1. Dezember 1932    | 15. November 1933  |                                                                  |
| 17. | Kapitän zur See Sawamoto Yorio                 | 15. November 1933   | 15. November 1934  |                                                                  |
| 18. | Kapitän zur See Takahashi Hideo                | 15. November 1934   | 11. September 1935 |                                                                  |
| 19. | Kapitän zur See Sugiyama Rokuzō                | 11. September 1935  | 16. November 1936  |                                                                  |
| -   | Kapitän zur See Takasu Sanjiro                 | 16. November 1936   | 1. Dezember 1936   | Kommandant der Ise, mit der Wahrnehmung der Geschäfte betraut    |
| 20. | Kapitän zur See Tayui Minoru                   | 1. Dezember 1936    | 1. Dezember 1937   |                                                                  |
| 21. | Kapitän zur See Ugaki Matome                   | 1. Dezember 1937    | 15. November 1938  |                                                                  |
| -   | Kapitän zur See Nishimura Shōji                | 15. November 1938   | 15. Dezember 1938  | Kommandant der Kumano, mit der Wahrnehmung der Geschäfte betraut |
| -   | Kapitän zur See Hiraoka Kumeichi               | 15. Dezember 1938   | 10. Februar 1939   | Kommandant der Hiei, mit der Wahrnehmung der Geschäfte betraut   |
| 22. | Kapitän zur See Shiroya Kiyoshi                | 10. Februar 1939    | 15. November 1939  |                                                                  |
| 23. | Kapitän zur See Harada Seiichi                 | 15. November 1939   | 1. November 1940   |                                                                  |
| 24. | Kapitän zur See Hashimoto Shintarō             | 1. November 1940    | 1. September 1941  |                                                                  |
| 25. | Kapitän zur See Ishizaki Noboru                | 1. September 1941   | 20. Februar 1942   |                                                                  |
| 26. | Kapitän zur See Matsuda Chiaki                 | 20. Februar 1942    | 10. Dezember 1942  |                                                                  |
| 27. | Kapitän zur See Obayashi Sueo                  | 10. Dezember 1942   | 1. Juli 1943       |                                                                  |
| -   | Kapitän zur See Araki Tsuto                    | 1. Juli 1943        | 1. September 1943  | mit der Wahrnehmung der Geschäfte betraut                        |
| -   | Kapitän zur See/Konteradmiral Nakagawa Ko      | 1. September 1943   | 5. Dezember 1943   | mit der Wahrnehmung der Geschäfte betraut                        |
| 28. | Kapitän zur See/Konteradmiral Nomura Tomekichi | 5. Dezember 1943    | 1. März 1945       |                                                                  |
| 29. | Konteradmiral Kusakawa Kiyoshi                 | 1. März 1945        | 24. Juli 1945      | im Dienst getötet                                                |
| -   | Unbekannt                                      | 24. Juli 1945       | 1. August 1945     | mit der Wahrnehmung der Geschäfte betraut                        |

## Belege und Verweise